# Apiogaster rufiventris
Apiogaster rufiventris är en skalbaggsart som beskrevs av Benoit-Philibert Perroud 1855. Apiogaster rufiventris ingår i släktet Apiogaster och familjen långhorningar.
Artens utbredningsområde är:
- Gabon.
- Kenya.

Inga underarter finns listade i Catalogue of Life.